# Шлях до себе
«Шлях до себе» (рос. «Путь к себе») — трисерійний телефільм 1986 року, знятий режисером Інесою Селезньовою на Творчому об'єднанні «Екран».

## Сюжет
Співробітник НДІ інженер Крилов, який вступив у конфлікт із адміністрацією, звільняється з інституту. Будучи спортсменом, Крилов починає працювати каскадером. Але й тут, зустрічаючись із різними людьми, потрапляє у скрутні ситуації.

## У ролях
- Олександр Галибін — Володимир Юрійович Крилов
- Олег Табаков — Павло Семенович Хромов, заступник директора НДІ
- Сергій Юрський — Ілля Сергійович Котов, керівник відділу НДІ, науковий керівник Крилова
- Альберт Філозов — Савельєв, співробітник НДІ
- Володимир Єрьомін — Олексій Євгенович Вєденеєв, співробітник НДІ
- Віктор Фокін — Андрій Гусєв, співробітник НДІ, боксер
- Неле Савиченко-Климене — Ірина, дружина Крилова
- Сергій Бистрицький — Клим Дайнеко, електрик, каскадер
- Юрій Назаров — Герман, кіннотник
- Юрій Ступаков — директор заводу
- Михайло Данилов — дядько Міша, тренер з боксу
- Алла Татарикова-Карпенко — Олена Михайлівна, співробітниця НДІ
- Мар'яна Полтєва — Ліна, учениця ПТУ, яка знімається в кіно
- Віталій Варганов — директор кінокартини
- Борис Гусаков — директор НДІ
- Клара Бєлова — Марина, дружина Андрія Гусєва
- Володимир Суворов — Новицький, співробітник НДІ
- Марія Майкова — Анечка
- Наташа Гаврилова — Танечка
- Олег Мамедов — 'Льоха
- Едик Мамедов — Василь
- Наталія Данилова — Саша, колгоспниця Олександра Іванівна Полєтаєва
- Юрій Демич — Олег Козирєв, каскадер
- Юрій Гусєв — Леонід Олександрович, високопоставлений друг Олега Козирєва
- Борис Зайденберг — Веніамін Васильович Крюков, голова колгоспу
- Віктор Нестеров — дядько Федя, лісник, колишній каскадер
- Юрій Платонов — Іван Андрійович, колгоспник
- Валерій Харченко — Валерій Миколайович, кінорежисер
- Володимир Меньшов — Володимир Валентинович, кінорежисер
- Володимир Мсрян — Армен Генріхович, консультант фільму
- Павло Арсенов — кінорежисер
- Ігор Кашинцев — Геннадій Іванович, спортивний чиновник
- В'ячеслав Багачов — тренер з боксу
- Віктор Сидоров — працівник НДІ
- А. Григор'єв — епізод
- П. Мітін — епізод
- Андрій Уфімцев — епізод
- Тетяна Яковенко — епізод
- А. Воронін — епізод
- Михайло Яковлєв — епізод
- Михайло Міхєєв — епізод
- С. Востриков — епізод
- Володимир Шевальов — епізод
- Вадим Александров — пастух
- Олександр Соловйов — Олександр, актор
- І. Лезгішвілі — епізод
- Олександр Симонов — епізод
- Юрій Архипцев — епізод
- Юрій Заборовський — Борис Григорович
- Маргарита Шаєвська — епізод
- Геннадій Будницький — епізод
- Олександр Сайко — помічник режисера
- Юрій Сорокін — епізод
- Олександр Малов — епізод
- Людмила Карауш — чергова у готелі
- Т. Хрєнова — епізод
- Олександр Мар'ямов — епізод
- В. Мирончиков — епізод
- Валентин Халтурин — епізод
- Євген Ромашко — епізод
- Юрій Схіртладзе — епізод
- В. Алєєв — епізод
- Наталія Величко — режисер
- Юрій Веяліс — епізод
- Борис Золотарьов — епізод
- Н. Гарнецька — епізод
- Н. Саксонська — епізод
- В. Хрєнов — епізод
- Н. Голикова — епізод
- Віктор Владиславлев — епізод
- А. Сурхатилов — епізод
- Валерій Лисенков — помічник режисера
- Євген Нікулін — епізод
- Антон Воропаєв — епізод
- Бахром Акрамов — епізод
- Алі Валієв — епізод
- Мумін Шакіров — епізод
- Юнус Усманов — епізод

## Знімальна група
- Режисер — Інеса Селезньова
- Сценарист — Борис Золотарьов
- Оператор — Володимир Брусін
- Композитор — Володимир Дашкевич
- Художник — Валентина Брусіна